# 비체그다강

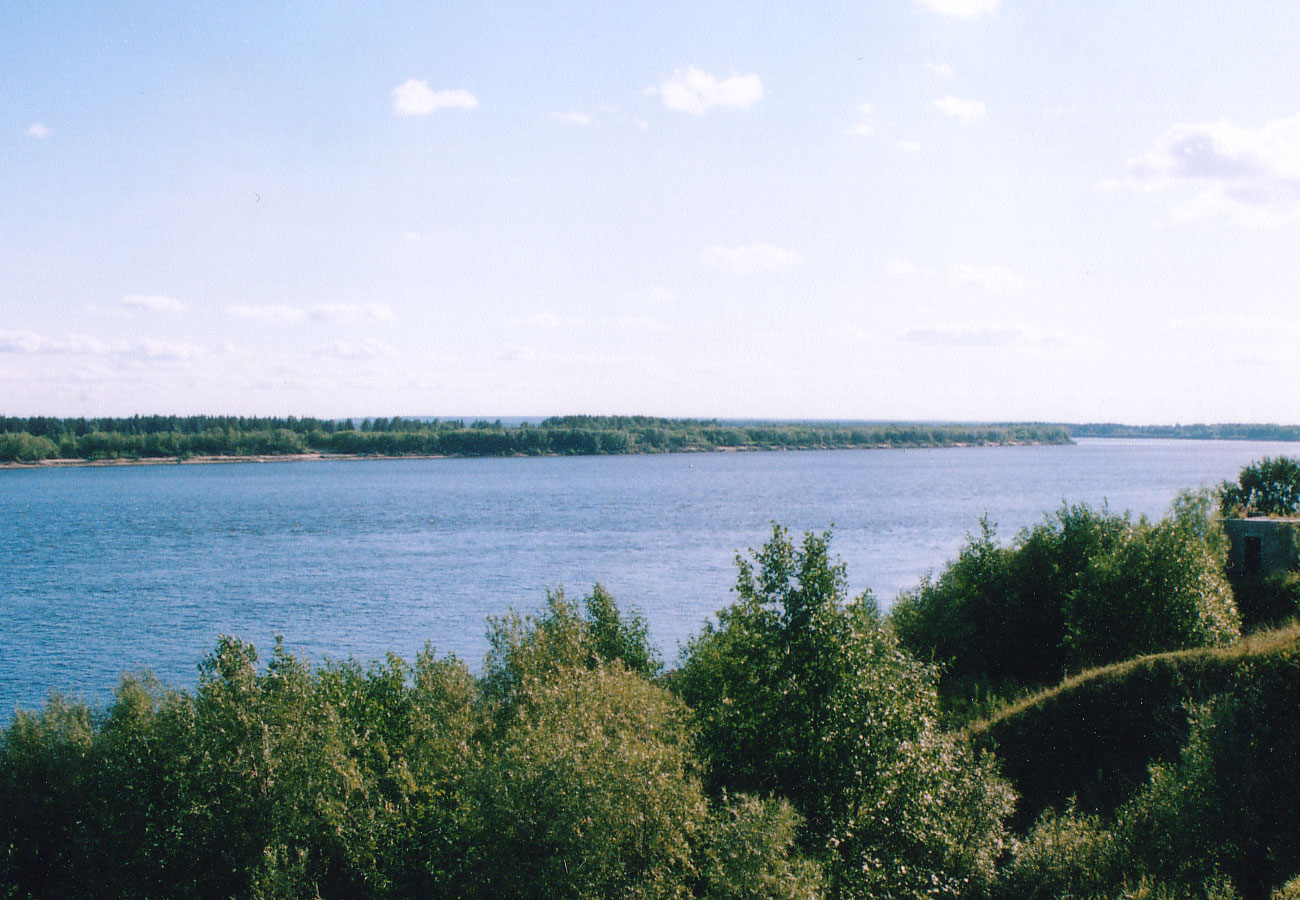

비체그다강(러시아어: Вычегда, 코미어: Эжва)은 북드비나강의 지류이다. 유역 길이는 1,100 km이다. 북우랄산맥의 서쪽 310 km지점에서 발원을 한다. 코미 공화국과 아르한겔스크주를 흐르고, 식팁카르가 비체그다강에 접해 있다. 비체그다강은 코틀라스에 접한 바다로 흘러 들어간다.
비체그다강은 카마강을 연결한다.